# Cures Sabini
Cures Sabini, più semplicemente Cures o Curi, è un'antichissima città della valle del Tevere citata da Cicerone, Virgilio, Stazio, Strabone e Plutarco; probabilmente fondata dopo la cacciata degli Aborigeni dai Sabini, era una delle città di maggiore importanza per il popolo arcaico, di cultura appenninica.

## Storia
La leggendaria fondazione di Cures ha forti affinità con quelle di Roma. Il suo fondatore Modius Fabidius sarebbe infatti stato generato da una fanciulla del popolo degli Aborigeni che si sarebbe congiunta con il dio Quirino.
Modio Fabidio fondò la sua città e le pose il nome di Curis, che in lingua sabina significava "lancia".
Fu la residenza del re cuirita sabino Tito Tazio, sotto il cui regno si colloca il ratto delle Sabine e il successivo accordo tra i Romani e i Sabini; fu anche il luogo di origine del secondo re di Roma, Numa Pompilio, e del quarto, Anco Marzio, suo nipote.
Posta sulla via Salaria nella valle del Tevere, successivamente alla conquista romana ottenne la civitas sine suffragio e diventò municipio romano assegnato alla tribù Quirina, decadde fino a diventare, in epoca augustea, un modesto villaggio.
Successivamente alla cristianizzazione dell'impero romano, la suddivisione territoriale imperiale della diocesi di Cures, divenne sede vescovile, essa è considerata tra le più antiche, si ha testimonianza di un vescovo, Tiberio, ricordato nel 465.
Alla fine del VI secolo papa Gregorio I la unì invece alla diocesi di Nomentum: ciò indica che la città era di nuovo decaduta. Forse essa aveva già dovuto subire, in modo assai grave, aggressioni longobarde quando il popolo barbaro fondò Fara, termine che significa, in lingua longobarda, "avamposto".
Sopravvisse quasi certamente fino all'VIII secolo, quando fu completamente distrutta. Nella località si formarono poi alcuni casali e villaggi che appartennero all'abbazia di Farfa e che ora costituiscono frazioni di Fara in Sabina, fondata dai Longobardi nel VII secolo, lungo il fosso Corese.
I resti di Cures si trovano in contrada Santa Maria in Arci. La città arcaica occupava un terrazzo fluviale del Tevere circondato da due corsi d'acqua, uno di essi oggi chiamato torrente corese, toponimo relativo al nome Cures e i suoi abitanti i Quiriti. La città era collegata attraverso la viabilità arcaico-preistorica ai vicini guadi del Tevere in direzione di Capena arcaica, la città dei Capenati, nella valle del Tevere.